# سيدي علال البحراوي
سيدي علال البحراوي هي مدينة مغربية شمال غرب البلاد تابعة لإقليم الخميسات، بجهة الرباط سلا القنيطرة وتعرف أيضا باسم الكاموني. تُعد سيدي علال البحراوي منطقة معبر بين بدّالي الطريق السيار وبالتالي محطة استراحة مهمة جداوتربط الشرق بالغرب. تضم سيدي علال البحراوي 	9.884 نسمة (حسب إحصاء 2004).
جل ساكنتها من الزموريين، وبعض القادمين من الرباط وسلا والقنيطرة قصد الإستقرار بحثا عن الهدوء والسكينة والهواء النقي وسط أشجار البلوط بغابة المعمورة، وكونها لا تبعد عن العاصمة إلا ب28 كلم.

## تاريخ المدينة
يرجع اسم المدينة إلى الإمام الصوفي علال البحراوي، الذي هو في الأصل من منطقة البحيرة في مصر. وقد جاء للمدينة لتعليم مبادئ الإسلام وشكل زاوية لا تزال موجودة إلى اليوم.